# Ipomoea rojasii
Ipomoea rojasii là một loài thực vật có hoa trong họ Bìm bìm. Loài này được Hassl. mô tả khoa học đầu tiên năm 1911.